# SStB – Franzdorf bis Wippach
Die Dampflokomotiven SStB – Franzdorf bis Wippach waren Stütztenderlokomotiven der Südlichen Staatsbahn (SStB) Österreich-Ungarns nach Bauart Engerth.
Die SStB beschaffte die acht Lokomotiven von der Maschinenfabrik Esslingen.
Sie wurden 1857 mit den Fabriksnummern 341–342 und 1858 mit 375–380 geliefert und erhielten die Namen „FRANZDORF“, „LOITSCH“, „SESSANA“, „OBERLAIBACH“, „VALUNA“, „TRAUERBURG“, „LAAS“ und „WIPPACH“.
Wie alle Stütztenderlokomotiven der Engerth-Bauart waren sie im Betrieb nicht völlig befriedigend.
Alle Lokomotiven dieser Reihe kamen 1858 im Zuge der Privatisierung österreichischer Staatsbahnen zur Südbahngesellschaft, die sie als Reihe 2 bezeichnete.
1864 wurden sie ein Teil der Reihe 9.
Sie wurden bis 1882 ausgemustert.